# SH-05A
docomo STYLE series SH-05A（ドコモ スタイル シリーズ エスエイチ ゼロ ごー エー）は、シャープによって開発された、NTTドコモの第三世代携帯電話（FOMA）端末である。docomo STYLE seriesの端末。名称は「エレガント防水ケータイ」。

## 概要
2008年冬モデルのSH-02Aの後継機である。デザインは大きく変わり、カメラ等の機能や対応サービスの数などがスペックアップされている。また、ドコモ向けのシャープ端末では初の防水端末となっている。
IPX5／IPX7等級3の防水性能があり、プールサイドやバスルームでワンセグの視聴が利用可能となる。
カラーバリエーションはSH-02Aの8色から4色に絞られた。SH-02Aとのデザイン上の大きな変化では、背面パネルが金属調のヘアライン仕上げになり、サブディスプレイが横向きから縦向きになった。一方で、サブディスプレイの画面は0.2インチ小型化され、65536色表示から1色表示にスペックダウンしている。大きさは、SH-02Aに比べ、幅や厚さが若干大きくなり、質量に関しては17g重くなった。ダイヤルキーには「立体フォルムキー」を採用している。この後出るdocomo  primeシリーズsh-06aと同じ形になる。
メインカメラには、シャープ独自の画像エンジンのProPixを採用した、800万画素CCDカメラを搭載。ISO12800相当の高感度撮影に対応している。またSH-06Aと同様に、広角29mmのワイド撮影や、動き回るペットや子供もなども撮影できるチェイスフォーカス、明るさ補正や逆光補正機能、最大5人までの顔を検出するオートフォーカス、笑顔フォーカスシャッター、振り向きシャッターなどの機能が搭載されている。
サブカメラも夏モデルの他のシャープ端末と同様、43万画素CMOSに向上している。
サービス面では、新たにiアプリオンライン、iコンシェル、iウィジェット等に対応している。また2in1のBモードへのメール着信、iモードブラウザの高機能化、電池マークの詳細表示にも対応している。BluetoothとGSMローミングには非対応。
SH-05Aとシャープ製のブルーレイディスクレコーダー（AQUOSブルーレイ）をUSB接続ケーブル接続することで、（640×360ドット/30fps）で録画した番組をレコーダーからSH-05Aに転送できる。対応機種は、AQUOSブルーレイ BD-HDW40/35/32（ただし、デジタル放送のダウンロードサービスを利用して実施の仕様追加のアップデートが必要）。
そのほかの機能として、Virtual 5.1ch対応「ドルビーモバイル」、名刺リーダーで読み込んだデータを会社名別に表示できる「電話帳会社名検索」、メール返信アシスト辞書、音声入力メール、地図アプリをワンタッチで起動できる「MAPキー」などが搭載されている。
| 主な対応サービス                   | 主な対応サービス                                                    | 主な対応サービス                       | 主な対応サービス                                 |
| ---------------------------------- | ------------------------------------------------------------------- | -------------------------------------- | ------------------------------------------------ |
| タッチパネル                       | FOMAハイスピード7.2Mbps                                             | Bluetooth                              | DCMX／おサイフケータイ                           |
| iアプリオンライン／地図アプリ      | 直感ゲーム／メガiアプリ                                             | iウィジェット                          | マチキャラ／iコンシェル                          |
| ホームU／ポケットU                 | GPS／ケータイお探し                                                 | デコメール／デコメ絵文字／デコメアニメ | iチャネル                                        |
| 着もじ／プッシュトーク             | テレビ電話／キャラ電                                                | 電話帳お預かりサービス                 | フルブラウザ                                     |
| おまかせロック／バイオ認証         | 外部メモリーへiモードコンテンツ移行／ユーザーデータ一括バックアップ | トルカ                                 | iC通信／iCお引越しサービス                       |
| きせかえツール／ダイレクトメニュー | バーコードリーダ／名刺リーダ                                        | 2in1                                   | エリアメール／ソフトウェアーアップデート自動更新 |
| GSM／3Gローミング（WORLD WING）    | 着うたフル／うた・ホーダイ                                          | Music&Videoチャネル／ビデオクリップ    | デジタルオーディオプレーヤー(WMA)(AAC)           |

## プリインストールiアプリ
以下のiアプリが購入時に端末にプリインストールされている。
| アプリ名                    | 概要                                                                                            |
| --------------------------- | ----------------------------------------------------------------------------------------------- |
| ネット辞典                  | 英和辞書、国語辞書をネット上で検索できるアプリ                                                  |
| ファミリンクリモコン        | AQUOSやAQUOSハイビジョンレコーダーなどにて搭載している連携機能                                  |
| iアバターメーカー           | iアバターを作成するアプリ                                                                       |
| SH-MODE INFO                | ウィジェット上でSH-MODEの最新情報が確認できる                                                   |
| モバイルGoogleマップ        | Googleマップのアプリ。GPSを使った道案内、経路検索、衛星写真、ストリートビューなどを利用できる   |
| 地図アプリ                  | GPS機能を利用して、目的地を検索したり、乗り換え案内を駆使した、交通手段によるルートを表示が可能 |
| 日英しゃべって翻訳SH        | マイクに向かって主に旅行で使われる日本語、英語を話すだけで翻訳した文章を画面に表示する          |
| Gガイド番組表リモコン       | テレビ番組表とAVリモコン機能が1つになったアプリ                                                 |
| iD設定アプリ                | おさいふケータイクレジット決済サービスiDの設定アプリ                                            |
| DCMXクレジットアプリ        | NTTドコモが提供するおさいふケータイクレジットDCMXの設定アプリ                                   |
| FOMA通信環境確認アプリ      | FOMAハイスピードエリアを利用できるかを確認することができるiアプリ                               |
| モバイルSuica登録用iアプリ  | モバイルSuica契約用のiアプリ                                                                    |
| iアプリバンキング           | モバイルバンキングを簡単に利用するためのアプリ                                                  |
| マクドナルド トクするアプリ | 日本マクドナルドのかざすクーポンなどを利用するためのアプリ                                      |
| 楽オクアプリ                | 楽天オークション用のアプリ                                                                      |
| Start! iウィジェット        | iウィジェットの使い方をムービーで見ることができるiアプリ                                        |
| ROID ウィジェット           | モバイルサイト「ROID」の更新情報などを通知してくれるウィジェット                                |
| iWウォッチ                  | iウィジェット画面でグラフィカルに時計や電池残量を確認することができるアプリ                     |
| 株価アプリ                  | 指定銘柄の株価情報を表示するアプリ                                                              |
| Google モバイル             | Google検索機能が利用できるアプリ                                                                |

## 歴史
- 2009年4月20日 - 電気通信端末機器審査協会（JATE）通過。
- 2009年5月19日 - F-08A・F-09A・N-06A・N-07A・N-08A・N-09A・P-07A・P-08A・P-09A・P-10A・SH-05A・SH-06A・SH-07A・L-04A・L-06A・HT-03A・T-01Aの開発を発表。
- 2009年6月11日 - 発売開始。

## 不具合
2009年7月30日に以下の不具合の修正がソフトウェアの更新でなされた。
- iモード起動時に「ワークメモリ不足です」と表示される場合がある
- 使用状況によって、電池の持ちが悪くなる場合がある

2009年10月27日に以下の変更と不具合の修正がソフトウェアの更新でなされた。
- iモードブラウザの一部機能（JavaScript）を再有効化
- サブメニューが表示できなくなる場合がある
- iモードメニューが起動できなくなる場合がある